# Dirk Pitt
Dirk Pitt is een fictief figuur uit de boeken van Clive Cussler. Hij wordt beschreven als een man van 1 meter 90 lang met opaalgroene ogen en zwart haar.
Hij woont in een omgebouwde loods en verzamelt net als zijn bedenker antieke auto's. In al zijn verhalen werkt hij samen met zijn vriend Al Giordino. Al is 1.62, van Italiaanse afkomst en heeft het lichaam van een bodybuilder. Samen werken ze bij de NUMA, een Amerikaanse overheidsorganisatie vergelijkbaar met de NASA, maar dan voor onder water. Dirk heeft als functie "Directeur Speciale Projecten", waarbij Giordino zijn naaste assistent is. Daarnaast is deze tevens werktuigkundige en ontwerpt hij nieuwe onderzeeërs en dergelijke. Aan het hoofd van de organisatie staat admiraal James Sandecker, roodharig en 1.50 meter groot.
Dirk is de zoon van senator George Pitt (Californië). Uit een korte relatie met Summer Moran is een tweeling geboren; een zoon, Dirk Pitt, Jr. en een dochter, Summer Pitt. Van het bestaan van deze kinderen was Dirk niet op de hoogte, totdat ze op volwassen leeftijd ineens voor hem stonden. Hij was namelijk altijd in de veronderstelling geweest dat hun moeder 23 jaar eerder was overleden bij een zeebeving. Ze was daarbij zwaargewond en blijvend verminkt geraakt en had besloten dat ze Dirk in zijn leven niet tot last wilde zijn.
Loren Smith, lid van het Amerikaans Congres, is de los-vaste vriendin, die steevast in een van de oude auto's van Dirk de opwachting maakt om onze held een thuiskomst te bieden; soms wordt op zo'n rit de auto aan gort gereden. Aan het eind van het boek Trojaanse Odyssee treden Dirk en Loren uiteindelijk in het huwelijk.
In sommige boeken komt hij een zonderling persoon tegen in een merkwaardig voertuig. Deze oude man stelt zich dan altijd voor als Clive Cussler, waarna hij Dirk en Al altijd op weg helpt. Een ander, vaak terugkerend item is de dame in nood, die hij, nadat hij haar gered heeft, steevast uitnodigt voor een etentje. Nadat de dame in kwestie in zijn groene ogen heeft gekeken, knikken de knietjes altijd.
De NUMA is daarnaast ook een echt bestaande non-profit-organisatie, opgericht door Clive Cussler zelf, en zoekt naar scheepwrakken.